# Toéssin (Samba)
Pour les articles homonymes, voir Toéssin.
Toéssin est une commune rurale située dans le département de Samba de la province du Passoré dans la région Nord au Burkina Faso.

## Géographie
Toéssin se trouve à environ 30 km au sud du centre de Yako, le chef-lieu de la province et à 60 km au nord de Koudougou. La localité est traversée par la route nationale 13.
Le territoire de la commune abrite la forêt classée de Toéssin, un espace protégé d'environ 700 ha (s'étendant sur 5 km de longueur et 2 km de largeur maximales le long de la RN 13) depuis 1954.

## Histoire
Le nom du village désigne le lieu planté de baobabs de l'espèce Adansonia digitata (ou toécé). Toéssin est le village natal de l'homme politique Bénéwendé Stanislas Sankara, président de l'Union pour la renaissance/Parti sankariste (UNIR/PS), qui y est né en 1959.

## Économie
L'économie de Toéssin bénéficie de sa localisation sur la RN 13 pour ses échanges marchands et commerciaux attachés à son marché.

## Santé et éducation
Toéssin accueille un centre de santé et de promotion sociale (CSPS) tandis que le centre médical avec antenne chirurgicale (CMA) de la province se trouve à Yako.